# Omónia Nicosie
Pour les articles homonymes, voir Omonia.
Maillots
Actualités
Dernière mise à jour : 29 décembre 2024.
L'Athletic Club Omónia Nicosie (en grec moderne : Αθλητικός Σύλλογος Ομόνοια Λευκωσίας, Athlitikós Sýllogos Omónia Lefkosías), plus couramment abrégé en Omónia Nicosie, est un club chypriote de football professionnel fondé en 1948 et basé à Nicosie, la capitale du pays.

## Histoire

### Historique
- 1948 : Fondation du club
- 1953 : Rejoint le championnat de Chypre de première division
- 1961 : Premier titre de champion de Chypre
- 1965 : 1re participation à une Coupe d'Europe (C2, saison 1965/66) et premier titre en coupe de Chypre
- 1980 à 1983 : Gagne 4 fois de suite la coupe de Chypre.
- 2017/2018 : Rachat par Stavros Papastavrou
- 2021 : 21e titre de son histoire

Pour les informations sur les matchs de ce club , consulter : Historique du parcours européen de l'Omónia Nicosie

### Histoire du club
Le club a été fondé en 1948 et est devenu membre de la fédération de football de Chypre en 1953. En tant qu'association sportive, il compte également des équipes de basketball, volleyball, futsal et de cyclisme.
L’Omonia a remporté 21 championnats, 14 coupes de Chypre, 15 supercoupes et 5 doublés – en 1972, 1974, 1981, 1982 et 1983 – depuis 1948, ce qui en fait l’équipe ayant le meilleur palmarès ces soixante dernières années, depuis la création de la ligue. La fédération de football de Chypre l’a ainsi officiellement qualifiée de « meilleure équipe chypriote du XXe siècle ».
L’Omonia reste la seule équipe à avoir gagné la coupe de Chypre quatre fois de suite, de 1980 à 1983.
À la fin de la saison 2017/18, le club connaît un virage historique. Alors que le club a toujours été lié à la formation politique AKEL, d'obédience communiste, il est racheté par l'homme d'affaires Stavros Papastavrou. Ce rachat provoque la création par des supporters mécontents du PAC Omonia 1948, un club conforme aux valeurs originelles du club.
L'Omónia Nicosie remporte le 21e titre de son histoire lors de l'avant-dernière journée du Championnat de Chypre de football 2020-2021.

## Bilan sportif

### Palmarès
| Compétitions nationales |
| --- |
| \| - Championnat de Chypre (21) : - Champion : 1960-1961, 1965-1966, 1971-1972, 1973-74, 1974-75, 1975-76, 1976-77, 1977-78, 1978-79, 1980-81, 1981-82, 1982-83, 1983-84, 1984-85, 1986-87, 1988-89, 1992-93, 2000-01, 2002-03, 2009-2010 et 2020-2021. - Vice-champion : 1959-1960, 1961-62, 1967-68, 1968-69, 1979-80, 1985-86, 1989-90, 1994-1995, 1997-1998, 1998-1999, 1999-2000, 2003-2004, 2005-2006, 2006-2007, 2008-2009 et 2010-2011. - Coupe de Chypre (16) : - Vainqueur : 1964-1965, 1971-1972, 1973-1974, 1979-1980, 1980-1981, 1981-1982, 1982-1983, 1987-1988, 1990-1991, 1993-1994, 1999-2000, 2004-2005, 2010-2011, 2011-2012, 2021-2022 et 2022-2023. - Finaliste : 1968-1969, 1970-1971, 1989-1990, 1991-1992, 1996-1997, 2006-2007, 2015-2016 et 2023-2024. - Supercoupe de Chypre (17) : - Vainqueur : 1966, 1979, 1980, 1981, 1982, 1983, 1987, 1988, 1989, 1991, 1994, 2001, 2003, 2005, 2010, 2012 et 2021. - Finaliste : 1984, 1985, 1993, 2000, 2011 et 2022. \| |
| - Championnat de Chypre (21) : - Champion : 1960-1961, 1965-1966, 1971-1972, 1973-74, 1974-75, 1975-76, 1976-77, 1977-78, 1978-79, 1980-81, 1981-82, 1982-83, 1983-84, 1984-85, 1986-87, 1988-89, 1992-93, 2000-01, 2002-03, 2009-2010 et 2020-2021. - Vice-champion : 1959-1960, 1961-62, 1967-68, 1968-69, 1979-80, 1985-86, 1989-90, 1994-1995, 1997-1998, 1998-1999, 1999-2000, 2003-2004, 2005-2006, 2006-2007, 2008-2009 et 2010-2011. - Coupe de Chypre (16) : - Vainqueur : 1964-1965, 1971-1972, 1973-1974, 1979-1980, 1980-1981, 1981-1982, 1982-1983, 1987-1988, 1990-1991, 1993-1994, 1999-2000, 2004-2005, 2010-2011, 2011-2012, 2021-2022 et 2022-2023. - Finaliste : 1968-1969, 1970-1971, 1989-1990, 1991-1992, 1996-1997, 2006-2007, 2015-2016 et 2023-2024. - Supercoupe de Chypre (17) : - Vainqueur : 1966, 1979, 1980, 1981, 1982, 1983, 1987, 1988, 1989, 1991, 1994, 2001, 2003, 2005, 2010, 2012 et 2021. - Finaliste : 1984, 1985, 1993, 2000, 2011 et 2022.       |

### Bilan européen
| Compétition              | P  | M   | V  | N  | D  | BP  | BC  | Diff. |
| ------------------------ | -- | --- | -- | -- | -- | --- | --- | ----- |
| Ligue des champions (C1) | 20 | 55  | 17 | 8  | 30 | 65  | 112 | -47   |
| Coupe des coupes (C2)    | 5  | 12  | 2  | 1  | 9  | 7   | 23  | -16   |
| Ligue Europa (C3)        | 22 | 90  | 35 | 19 | 36 | 132 | 118 | +14   |
| Ligue Conférence (C4)    | 3  | 24  | 10 | 6  | 8  | 37  | 31  | +6    |
| Total                    | 50 | 181 | 64 | 34 | 83 | 241 | 285 | -44   |

## Personnalités du club

### Présidents
- Loris Kyriakou
- Antonis Tzionis
- Stavros Papastavrou

### Entraîneurs
| - Tikran Misirian (1948 - 1952) - John Johnson (1952 - 1953) - Pampos Avraamides (1953 - 1955) - Hans Hounggehouizen (1955 - 1957) - Karl Vigler (1957 - 1959) - Eli Fuchs (1959 - 1960) - Nako Tsiakmakov (1960 - 1962) - Tourai (1962 - 1963) - Stoyan Petrov (1963 - 1964) - Andreas Keremezos (1964 - 1965) - Georgi Pachedzhiev (1965 - 1966) - Igor Netto (1966 - 1967) - Georgi Barka (1967 - 1968) - Georgi Pachedzhiev (1968 - 1970) - Tziakarov (1970 - 1971) - Dobromir Tashkov (1971 - 1972) - Vasile Spasov (1972 - 1974) - Esso (1974 - 1975) - Iltziev (1975 - 1976) - Gavril Stoyanov (1976 - 1977) | - Peter Argirov (1977 - 1979) - Iancho Arsov (1979 - 1980) - Vasile Spasov (1980 - 1982) - Dobromir Tashkov (1982 - 1983) - Adanas Dramov (1983 - 1985) - Georgi Tinkov (1985 - 1986) - Iancho Arsov (1986 - 1989) - Bozhil Kolev (1989 - 1990) - Helmut Senekowitsch (1990 - 1991) - Graziano Zakarel (1991 - 1992) - Iancho Arsov (1992 - 1994) - Gerhard Prokop (1994 - 1996) - Walter Skocik (1995 - 1996) - Angel Kolev (1996 - 1997) - Andreas Michaelides (1997 - 1999) - Dušan Galis (1999) - Iancho Arsov (1999 - 2000) - Asparuh Nikodimov (2000) - Arie Haan (novembre 2000) - Henk Houwaart (octobre 2000 – novembre 2001) | - Andreas Mouskallis (2002) - Toni Savevski (2002 - 2004) - Franciszek Smuda (2004) - Henk Houwaart (juillet 2004 - décembre 2005) - Ioan Andone (décembre 2005 - mai 2007) - Dragan Okuka (mai 2007 - novembre 2007) - Ioannis Matzourakis (2007) - Giorgos Savvidis (2008) - Nedim Tutić (2008 - 2009) - Takis Lemonis (mars 2009 - octobre 2010) - Dušan Bajević (octobre 2010 - avril 2011) - Neophytos Larkou (avril 2011 - septembre 2012) - Toni Savevski (septembre 2012 - décembre 2013) - Miguel Ángel Lotina (janvier 2014 - février 2014) - Kóstas Kaïáfas (mars 2014 - 2016) - Nikos Dabizas (2016 - 2018) - Juan Carlos Oliva (2018 - ?) - Henning Berg (2019 - 2022) - Neil Lennon (2022) - Yannick Ferrera (oct. 2022-fév. 2023) - Sofronis Avgoustis (depuis fév. 2023) |

### Anciens joueurs
| - Sotiris Kaiafas (1967 - 1984) - Kóstas Kaïáfas (1991 - 2009) - Rainer Rauffmann (1997 - 2004) - Marco Haber (2002 - 2004) - Efstathios Aloneftis (2002 - 2005, 2008 - 2012) - Stefan Brasas (2002 - 2008) | - Paulo Rink (2006) - Zé Elias (2006 - 2007) - Paul Ritchie (2006 - 2007) - David Kobylík (2008) - Thomas Scheuring (2008 - 2009) - Klodian Duro (2008 - 2009) | - Timo Wenzel (2008 - 2011) - Dimitris Christofi (2008 - 2013, 2015) - Dimítrios Grammózis (2009 - 2010) - Maciej Żurawski (2009 - 2010) - Saša Živec (2018 - 2019) |

## Supporters
On compte deux groupes de supporters majeurs, Fan Club et Gate 9. Ce dernier, fondé en 1992, étant le groupe le plus important et le plus actif dans le pays. Le club prit son nom du père de Kóstas Kaïáfas, Sotíris Kaïáfas, qui gagna le Soulier d'or européen en 1976. Depuis, des dizaines de milliers de fans suivent l’équipe à travers l’Europe et l’Asie.
Les supporters du club sont principalement des personnes s’identifiant politiquement à gauche et appartenant à la « classe ouvrière » ou « cols bleus ». Les supporters sont ainsi souvent qualifiés de « communistes »[réf. nécessaire]. Les drapeaux chypriotes sont toujours portés par les supporters de l’Omonia, depuis que la gauche politique supporte l’indépendance et le non-alignement de Chypre. En plus du drapeau chypriote, des drapeaux à l’effigie de Che Guevara sont souvent présents dans le stade. Les supporters de l’Omonia ont aussi d’importants liens avec d’autres clubs de supporters européens classés à gauche comme l’Olympique de Marseille, AS Livourne (Italie), le Standard de Liège (Belgique) et St. Pauli (Allemagne).
En 2001, le club a battu le record de vente de tickets avec 109 303 tickets vendus sur une saison, ce nombre atteignant 143 033 en 2004.
En conflit depuis plusieurs saisons avec la direction de l'Omonia Nicosie, la vente du club à l'homme d'affaires Stavros Papastavrou va être la goutte d'eau de trop pour une grande partie de la Gate 9 qui crée en réaction l'Athletic Club du Peuple Omonia 1948 (Aθλητικό Λαϊκό Σωματείο Ομόνοια 1948). Son slogan principal est “Nous ne commençons pas, nous continuons”, car selon ses membres ce nouveau club perpétue les valeurs des fondateurs de 1948.

## Galerie

Ancien logo